# Ірінчинов Дондок Гуржапович
Дондок Гуржапович Ірінчинов (? -?) — забайкальський козак, провідник і перекладач М. М. Пржевальського, який брав участь у всіх його чотирьох експедиціях до Центральної Азії.

## Біографія
Уродженець селища Цаган-Челутай Забайкальської області (нині улус Кяхтинського району Бурятії). Був рекомендований Пржевальському козацьким отаманом як людина, яка володіла монгольською грамотою, розмовною монгольською мовою, а також як дисциплінований і витривалий воїн.
В середині першої подорожі Пржевальського Ірінчинов з Панфілом Чебаєвим замінили козаків з російського посольства в Китаї, які виявилися недостатньо старанними. У березні 1872 р. він виступив з загоном експедиції з Калгану. У 1874 році був нагороджений малою бронзовою медаллю Російського географічного товариства .
У записах про 2-у Лобнорську експедицію Пржевальський відзначав чудові здібності Ірінчинова знаходити потрібні і зручні шляхи в непрохідних місцях, в тому числі давню, покинуту дорогу до озера Лобнор.
Під час 3-тьої експедиції, тільки завдяки дипломатії та мистецтву Ірінчинова вести переговори, вдалося вмовити Цайдамського князя продати продовольство і дати провідника, що дало можливість продовжити подорож. Саме Ірінчинов, котрий ішов на чолі каравану, першим помітив зникнення під час полювання козака Єгорова. У 1881 році був нагороджений малою срібною медаллю Російського географічного товариства.
Перед 4-тою експедицією Ірінчинов відповідав за закупівлю верблюдів в Урзі. Під час неї, за словами Пржевальського, «старший урядник Ірінчинов, призначений мною вахмістром експедиційного загону, вів головний ешелон і співмірював хід всього каравану з 40 верблюдів. Також він здійснював торговельні угоди і керував караулом з шести козаків». Під час цієї експедиції стався інцидент, який, можливо, вплинув на подальші відносини Ірінчинова і Пржевальського. 22 жовтня (ст. ст.) 1885 року, писав Пржевальський, «нижні чини, що знаходяться в експедиції … наважилися без мого відома купити у тубільців горілки і пити її нишком». Ірінчинов був звинувачений в тому, що допустив пияцтво і навіть брав у ньому участь. В покарання Пржевальський призначив його в нічну варту і заніс прізвище в штрафний журнал.
У 1888 році Дондок Ірінчинов відмовився їхати в 5-ту експедицію Пржевальського. «Я впевнений, — писав він, — якщо піду в експедицію, то додому не повернуся». Ця відмова справила на Пржевальського сильне і важке враження. Як відомо, на самому початку 5-тої експедиції Пржевальський захворів на тиф і помер.

## Родина, сім'я
У Цаган-Челутаї та Улан-Уде живуть онуки Дондока Ірінчинова: Циренжап Іванович Рінчинов, Циден Іванович Рінчинов і їхня сестра Даріма Іванівна Тунглакова. У селі Цаган-Челутай зберігся будинок, де жив Ірінчінов.

## У мистецтві
- Роман Н. О. Ердинєєвої «Мініі нютаг Сагаан Шулуута», присвячений Ірінчинову.
- У фільмі «Пржевальський» роль Ірінчинова виконував актор Цирен Шагжин.